# Konnor
Konnor, pseudonimo di Ryan Parmeter (Grand Rapids, 6 febbraio 1980), è un wrestler statunitense.
È stato sotto contratto con la WWE, dove faceva parte degli Ascension assieme a Viktor.
In precedenza ha lottato nel territorio di sviluppo di NXT, dove ha vinto una volta l'NXT Tag Team Championship con Viktor, e il loro regno di 364 giorni è il più lungo nella storia del titolo.

## Carriera nel wrestling
Nel 2001, Parmeter fa il suo debutto nelle federazioni indipendenti degli Stati Uniti, in particolare della Florida. Nel 2003 fa il suo debutto in Hardcore Championship Wrestling in un match contro Markus Faulk che finisce in doppia squalifica. L'8 novembre 2003 conquista i titoli di coppia della federazione insieme a "J-Dawg" Brooks, figlio del promoter Rusty Brooks, sconfiggendo Big Tilly e Bruno Sassi.
Nel 2004, inizia un feud con Norman Smiley per l'FSCW Heavyweight Championship. Dopo aver perso il primo match, sconfigge nel rematch Smiley e conquista il titolo il 17 luglio 2004 a Deerfield Beach, in Florida.

### WWE

#### Deep South Wrestling (2005–2007)
Dopo quattro anni di circuiti indipendenti, Parmeter fa il suo debutto in Deep South Wrestling perdendo contro Jack Bull il 1º settembre 2005. Perde anche contro Nick Mitchell la settimana successiva prima di fare squadra con Skip Sheffield per sconfiggere i Regulators. Le settimane dopo subisce una serie di sconfitte contro The Miz e Jack Bull. Il 20 ottobre 2005 perde contro Derrick Neikirk ma il 27 vince contro Joe Slaughter per count-out.
A novembre, sconfigge Eric Perez e Freakin Deacon prima di perdere contro i Regulators in coppia con Nick Mitchell. Sempre la stessa settimana fa la sua prima apparizione a SmackDown! sconfiggendo Eric Perez in un dark match. Il 22 dicembre in un taping di DSW sconfigge Deacon grazie all'interferenza di Palmer Cannon. Successivamente sconfigge MVP. Verso gennaio 2006, Parmeter in squadra con Skip Sheffield perde contro Mike Knox e Derrick Neikirk, tuttavia riesce a sconfiggere William Regal e Johnny Parisi a febbraio prima di fare 7 settimane di assenza.
Parmeter ritorna in DSW ad aprile sconfiggendo Biohazard, Mikal Adryan e Bradley Jay. Parmeter e Danny Germundo formano un tag team per vincere i DSW Tag Team Championship in un torneo indetto per decretare i nuovi campioni, dopo che il titolo era stato reso vacante ma vengono eliminati al primo turno dal Team Elite l'11 maggio 2006. Sconfigge William Regal il 18 maggio e perde per squalifica contro Mike Knox. Sconfigge anche Francisco Ciatso e Bradley Jay. Il 22 giugno Parmeter sconfigge Neikirk e vince il DSW Heavyweight Championship che riesce a difendere dall'assalto di Mike Knox e MVP. Partecipa al dark match della puntata del 16 luglio di ECW ma perde in coppia con Derrick Neikirk contro Little Guido e Tony Mamaluke. Difende ancora il titolo contro MVP, Knox e Danny Gimondo. Proprio quando stava per debuttare in ECW viola il Wellness Program e viene sospeso per trenta giorni.
Il 7 settembre, Parmeter perde il DSW Heavyweight Championship contro Bradley Jay. Dopo questa sconfitta, Parmeter compie un semi-ritiro e diventa assistente della General Manager della DSW Krissy Vaine. Dopo qualche mese, Parmeter torna a lottare sconfiggendo in un dark match David Heath. Riceve un'altra opportunità per il DSW Heavyweight Championship contro Bradley Jay ma viene sconfitto.
Il 12 dicembre, Parmeter appare in ECW come guardia del corpo di Paul Heyman insieme a Doug Basham. Nel gennaio 2007, continua il feud in DSW con Bradley Jay per il titolo. Dopo averlo sconfitto in un match non titolato, perde contro Big Vito per decretare il primo sfidante. Parmeter conquista per la seconda volta il DSW Heavyweight Championship contro Bradley Jay ma lo perde la settimana successiva proprio contro quest'ultimo.

#### Florida Championship Wrestling (2007–2011)
Durante l'estate, Parmeter compete in diversi dark match contro Sylvain Grenier, Chuck Palumbo, Super Crazy, Cody Rhodes e D'Lo Brown. In un tag team match con Johnny Jeter perde contro gli Highlanders il 27 agosto e contro Hardcore Holly il 17 settembre.
Appare in Florida Championship Wrestling dove Lacey Von Erich e Maryse gli fecero da vallette. Il 10 ottobre Parmeter e Krissy Vaine vengono svincolati dalla WWE. Parmeter, intervistato dallo show radio Wrestling Weekly ha dichiarato di aver lasciato la WWE perché doveva stare accanto a suo padre, vittima di una grande malattia e per il futuro intraprendere una carriera da manager. Ha annunciato anche il suo fidanzamento con Krissy Vaine.
Circa 2 anni e mezzo dopo, Parmeter firma nuovamente per la WWE il 14 luglio 2010, e viene mandato in Florida Championship Wrestling. Il 24 settembre, cambia nome in Conor O'Brian.
Il 30 novembre 2010, durante la season finale della terza stagione di WWE NXT, viene annunciato che Parmeter parteciperà alla quarta stagione del programma con Alberto Del Rio come mentore. Fa il suo debutto in un tag team match con Del Rio, sconfiggendo Daniel Bryan e Derrick Bateman. Riesce a vincere la prova al microfono ottenendo quattro punti immunità. Nella puntata di NXT dell'11 gennaio, Conor O'Brian sconfigge Bryon Saxton. Nella puntata di NXT del 18 gennaio, Conor O'Brian, dopo aver perso un match contro Ricardo Rodriguez, viene eliminato. Nella puntata di NXT Season 4 Finale, vince un tag team match insieme a Derrick Bateman contro Jacob Novak e Byron Saxton.
Avendo perso ad NXT, O'Brian torna in FCW e nei tapings del 31 gennaio 2011, viene sconfitto insieme a Byron Saxton e Bobby Dutch in un six-man tag team match contro Johnny Curtis, Percy Watson e Tito Colon. Nei tapings FCW del 12 febbraio, Conor O'Brian sconfigge per count-out il debuttante Jarrod Locke. Nei tapings FCW del 14 aprile, Conor O'Brian, Jinder Mahal e Bobby Dutch sconfiggono Big E Langston, Buddy Stetcher e Donny Marlow. Il 4 giugno, all'FCW Port Charlotte Show, Conor O'Brian sconfigge Byron Saxton. Nei tapings dell'11 agosto, Conor O'Brian sconfigge Husky Harris. Successivamente, Conor O'Brian entra nella stable capitanata da Ricardo Rodriguez insieme a Tito Colon, Kenneth Cameron e Raquel Diaz. Nei tapings del 1º settembre, Conor O'Brian, Kenneth Cameron e Tito Colon vincono un 6-man tag team match contro il trio formato dai campioni di coppia FCW, CJ Parker & Donny Marlow e da Johnny Curtis. Tre settimane dopo, vince contro Colin Cassady. Nei tapings del 13 ottobre, combatte ancora insieme ai compagni Cameron e Colon e vince di nuovo in un match di coppia a 6 uomini contro Colin Cassady, Mike Dalton e Jason Jordan. Otto giorni dopo, insieme a Colon, batte i campioni di coppia Parker & Marlow in un non-title match. Dopo una pausa dovuta ad un infortunio, O'Brian ritorna in FCW il 21 marzo, all'Orlando Show, perdendo contro Xavier Woods. Solo tre giorni dopo, combatte un altro match contro Sonny Elliot che lo vede uscire vincitore. Il giorno dopo ancora, al Lakeland Show, torna a combattere in coppia con Kenneth Cameron e i due battono Xavier Woods e Jason Jordan. Nei tapings del 26 aprile, O'Brian e Cameron non riescono a conquistare i titoli di coppia poiché perdono contro i campioni Corey Graves e Jake Carter. All'Orlando Show del 18 maggio, insieme a Cameron e Byron Saxton, sconfigge in un 6-man tag team match Jake Carter, Corey Graves e Rick Victor. Il 1º agosto, a Bull Bash VI, gli Ascension vincono un Fatal 4-Way Elimination Tag Team Match che comprendeva Jason Jordan e Mike Dalton, Rick Victor e Brad Maddox e Chad Baxter e Adam Mercer.

#### NXT(2010–2014)
Parmeter ha firmato di nuovo un contratto con la WWE il 14 luglio 2010, ed è stato riassegnato alla Florida Championship Wrestling (FCW), territorio di sviluppo. Il 12 agosto, ha debuttato in FCW come Ryan O'Riley perdendo contro Conrad Tanner. Parneter ha combattuto per un breve periodo con quel nome che ha cambiato successivamente in Conor O'Brian.
Il 30 novembre, durante la finale della terza stagione di NXT, è stato annunciato che Parmeter, con il nome di Conor O'Brian, avrebbe partecipato alla quarta stagione di NXT, con Alberto Del Rio come mentore. Ha fatto il suo debutto sul ring la settimana seguente a NXT, quando in coppia con Del Rio ha sconfitto il rookie Derrick Bateman e il suo mentore Daniel Bryan. O'Brian ha vinto la sua prima sfida il 4 gennaio 2011 a NXT, quando ha vinto la "Battle of the Mic Challenge" ottenendo quattro punti immunità. Due settimane più tardi, il 18 gennaio, O'Brian è stato il secondo partecipante a essere eliminato dalla competizione. In quella stessa sera, è stato sconfitto da Ricardo Rodriguez.
il 28 agosto, Ricoardo Rodriguez ha annunciato la formazione di una stable chiamata The Ascension che ha incluso O'Brian, Kenneth Cameron, Tito Colon e Raquel Diaz. Il primo match che ha visto tutti i membri della stable coinvolti il 1º settembre, in cui Cameron, Colon e O'Brian hanno sconfitto CJ Parker, Donny Marlow e Johnny Curtis. Il 30 settembre, Cameron e Colon hanno sfruttato la loro opportunità titolata per il NXT Tag Team Championship, perdendo contro gli allora campioni CJ Parker e Donny Marlow.
Il 6 giugno 2012 gli Ascension fanno il loro debutto a NXT sconfiggendo Mike Dalton e CJ Parker. In seguito intraprenderanno una faida contro gli Usos, vincendo la maggior parte dei match, e il 3 ottobre batteranno il tag team del main roster formato da Tyson Kidd e Justin Gabriel. La coppia verrà tuttavia sciolta quando Cameron venne rilasciato dalla WWE il 30 novembre dopo essere stato arrestato.
O'Brian comincerà quindi a competere come wrestler singolo e il 5 giugno 2013, dopo la sua vittoria su Alex Riley, Rick Victor appare sulla rampa attirando la sua attenzione. Il 2 ottobre la coppia vincerà i titoli di coppia NXT battendo Adrian Neville e Corey Graves e l'8 novembre cambieranno nomi (O'Brian diventa Konnor, Victor Viktor).
Gli Ascension manterranno il titolo per quasi un anno, quando verranno sconfitti a NXT Takeover dai Lucha Dragons (Kalisto e Sin Cara).

#### Main roster (2014–2016)
Gli Ascension hanno fatto il loro debutto ufficiale nel main roster il 29 dicembre 2014 a SmackDown battendo The Miz e Damien Mizdow dopo che nelle settimane precedenti erano stati mostrati video di promozione. Tuttavia, nonostante i promo iniziali, per tutto il 2015 hanno combattuto molto poco, venendo ben presto relegati al ruolo di jobber. L'unico avvenimento degno di nota è stato il 31 maggio 2015, quando gli Ascension hanno partecipato all'Elimination Chamber dell'omonimo pay-per-view con in palio il WWE Tag Team Championship che comprendeva anche i campioni del New Day (Big E, Kofi Kingston e Xavier Woods), i Lucha Dragons (Kalisto e Sin Cara), Tyson Kidd e Cesaro, i Prime Time Players (Darren Young e Titus O'Neil), e i Los Matadores (Diego e Fernando); gli Ascension sono stati eliminati dai Prime Time Players mentre il New Day ha mantenuto i titoli. Nel 2016 gli Ascension hanno preso parte all'annuale André the Giant Memorial Battle Royal svoltasi il 3 aprile 2016 a WrestleMania 32 dove gli Ascension sono stati eliminati da Diamond Dallas Page. Nella puntata di SmackDown del 14 aprile hanno preso parte ad un torneo per decretare gli sfidanti al WWE Tag Team Championship, detenuto dal New Day, dove sono stati sconfitti ed eliminati ai quarti di finale da Enzo Amore e Colin Cassady. A maggio Konnor è stato sospeso per la sua prima violazione del Wellness Program e Viktor ha preso parte, nella puntata di Raw del 2 maggio, ad una Battle Royal per determinare lo sfidante allo United States Championship, detenuto da Kalisto, ma è stato eliminato. Nella puntata di Raw dell'11 luglio gli Ascension hanno partecipato ad una Battle Royal per determinare il contendente nº1 all'Intercontinental Championship, detenuto da The Miz, ma sono stati entrambi eliminati.

#### Opportunità titolate (2016–2017)
Con la Draft Lottery avvenuta nella puntata di SmackDown del 19 luglio, gli Ascension sono stati trasferiti nel roster di SmackDown. Nella puntata di SmackDown del 26 luglio gli Ascension hanno partecipato ad una Battle Royal per determinare uno dei sei sfidanti del Six-Pack Challenge match per determinare il contendente nº1 al WWE World Championship di Dean Ambrose ma sono stati eliminati. Nella puntata di SmackDown del 16 agosto gli Ascension, i Breezango (Tyler Breeze e Fandango) e i Vaudevillains (Aiden English e Simon Gotch) sono stati sconfitti dagli American Alpha (Chad Gable e Jason Jordan), gli Hype Bros (Mojo Rawley e Zack Ryder) e gli Usos (Jimmy e Jey Uso) in un 12-Man Tag Team match. La scena si è ripetuta nel Kick-off di SummerSlam quando gli Usos, gli Hype Bros e gli American Alpha hanno sconfitto i Breezango, gli Ascension e i Vaudevillains in un altro 12-Man Tag Team match. Nella puntata di SmackDown del 23 agosto è stato annunciato il WWE SmackDown Tag Team Championship e, per questo motivo, è stato indetto un torneo per decretare i due team che si affronteranno l'11 settembre a Backlash. Quella stessa sera gli Ascension hanno affrontato gli Usos ma sono stati sconfitti ed eliminati. Nella puntata di SmackDown del 13 settembre gli Ascension hanno avuto l'opportunità di conquistare il WWE SmackDown Tag Team Championship affrontando i nuovi campioni Heath Slater e Rhyno ma sono stati sconfitti. Nella puntata di SmackDown del 27 settembre gli Ascension e gli Usos hanno sconfitto Heath Slater, Rhyno e gli American Alpha. Nella puntata di Main Event gli Ascension sono stati nuovamente sconfitti da Heath Slater e Rhyno in un match non titolato. Il 9 ottobre nel Kick-off di No Mercy gli Ascension e i Vaudevillains sono stati sconfitti dagli Hype Bros e gli American Alpha. Nella puntata di Main Event del 20 ottobre gli Ascension sono stati sconfitti dagli American Alpha. Nella puntata di SmackDown del 25 ottobre gli Ascension sono stati sconfitti dagli Hype Bros in un Survivor Series Qualyfing match. Più tardi, quella stessa sera, gli Ascension, la Spirit Squad (Kenny e Mikey), gli Headbangers (Mosh e Trasher) e i Vaudevillains sono stati sconfitti dagli American Alpha, Heath Slater e Rhyno, gli Usos e i Breezango in un 16-man Tag Team match. Nella puntata di Main Event dell'11 novembre Jordan ha sconfitto Viktor. Nella puntata di SmackDown del 22 novembre gli Ascension hanno partecipato ad un Tag Team Turmoil match per decretare i contendenti n°1 al WWE SmackDown Tag Team Championship di Heath Slater e Rhyno ma sono stati eliminati per primi dagli American Alpha. Il 4 dicembre, nel Kick-off di TLC: Tables, Ladders & Chairs, gli Ascension, i Vaudevillains e Curt Hawkins sono stati sconfitti dagli American Alpha, gli Hype Bros e Apollo Crews. Nella puntata di SmackDown del 6 dicembre gli Ascension sono stati sconfitti dagli Hype Bros. Nella puntata di SmackDown del 13 dicembre gli Ascension hanno partecipato ad una Battle royal che comprendeva anche gli American Alpha, i Breezango, Heath Slater e Rhyno, gli Hype Bros e i Vaudevillains ma sono stati eliminati, mentre gli Hype Bros si sono aggiudicati la contesa, diventando i contendenti n°1 al WWE SmackDown Tag Team Championship. Konnor è stato uno degli ultimi a rimanere sul ring, arrivando quasi ad un passo dalla vittoria, ma è stato eliminato da Zack Ryder che si è aggiudicato la contesa e la vittoria per il suo team. Nella puntata di SmackDown del 24 gennaio 2017 gli Ascension hanno partecipato ad una Battle Royal per guadagnare un posto nel Royal Rumble match del 2017 ma sono stati eliminati da Heath Slater e Mojo Rawley. Nella puntata di SmackDown del 7 febbraio gli Ascension, gli Usos e i Vaudevillains hanno sconfitto gli American Alpha, i Breezango e Heath Slater e Rhyno. Il 12 febbraio, ad Elimination Chamber, gli Ascension hanno partecipato ad un Tag Team Turmoil match per il WWE SmackDown Tag Team Championship ma sono stati eliminati dagli American Alpha. Nella puntata di SmackDown del 14 febbraio gli Ascension sono stati sconfitti dagli American Alpha. Il 2 aprile, nel Kick-off di WrestleMania 33, gli Ascension hanno partecipato all'annuale André the Giant Memorial Battle Royal ma sono stati eliminati da Big Show e Braun Strowman. Nella puntata di SmackDown del 25 aprile gli Ascension sono stati sconfitti dai Breezango in un Beat the Clock Challenge match per determinare i contendenti n°1 al WWE SmackDown Tag Team Championship degli Usos. Nella puntata di SmackDown del 9 maggio gli Ascension sono stati sconfitti dai Breezango. Il 18 giugno, a Money in the Bank, gli Ascension sono stati sconfitti dai Breezango.

#### The Fashion Files (2017–2018)
Successivamente, gli Ascension hanno iniziato ad apparire molto frequentemente durante la rubrica "The Fashion Files"' dei Breezango (Tyler Breeze e Fandango). Nella puntata di SmackDown del 4 luglio gli Ascension hanno partecipato all'Indipendence Day Battle Royal per determinare il contendente n°1 allo United States Championship di Kevin Owens ma sono stati eliminati. Nella puntata di SmackDown del 29 agosto gli Ascension sono stati sconfitti da Chad Gable e Shelton Benjamin. Nella puntata di SmackDown del 10 ottobre gli Ascension hanno partecipato ad un Fatal 4-Way match che comprendeva anche i Breezango, Chad Gable e Shelton Benjamin e gli Hype Bros (Mojo Rawley e Zack Ryder) per determinare i contendenti n°1 al WWE SmackDown Tag Team Championship degli Usos (Jimmy Uso e Jey Uso) ma il match è stato vinto da Benjamin e Gable. In seguito, durante i "Fashion Files", gli Ascension hanno effettuato un turn face, alleandosi con i Breezango. Nella puntata di SmackDown del 9 gennaio 2018 gli Ascension sono stati sconfitti dai Bludgeon Brothers (Harper e Rowan). Nella puntata di SmackDown del 6 febbraio gli Ascension sono stati sconfitti da Chad Gable e Shelton Benjamin. L'8 aprile, nel Kick-off di WrestleMania 34, Konnor ha partecipato all'annuale André the Giant Memorial Battle Royal ma è stato eliminato da Karl Anderson.

#### Raw(2018–2019)
Con lo Shake-up del 16 aprile gli Ascension sono passati al roster di Raw. Nella puntata di Raw del 23 aprile gli Ascension sono stati sconfitti da Bray Wyatt e "Woken" Matt Hardy. Il 27 aprile, a Greatest Royal Rumble, Konnor ha partecipato al Royal Rumble match a 50 uomini entrando col numero 16 ma è stato eliminato da Elias. Nella puntata di Raw del 28 maggio gli Ascension sono stati sconfitti nuovamente dai Raw Tag Team Champions Bray Wyatt e "Woken" Matt Hardy in un match non titolato. Nella puntata di Raw del 4 giugno gli Ascension hanno partecipato ad una Tag Team Battle Royal per determinare i contendenti n°1 al Raw Tag Team Championship di Bray Wyatt e "Woken" Matt Hardy ma sono stati eliminati dai Breezango (Tyler Breeze e Fandango). Nella puntata di Main Event del 13 giugno gli Ascension sono stati sconfitti dal Titus Worldwide (Apollo Crews e Titus O'Neil). Nella puntata di Main Event del 27 giugno gli Ascension e Curt Hawkins sono stati sconfitti da Bobby Roode e i Breezango. Nella puntata di Raw del 16 luglio gli Ascension sono stati sconfitti dai Raw Tag Team Champions, il B-Team (Bo Dallas e Curtis Axel).
L'8 dicembre 2019 la WWE ha annunciato il licenziamento degli Ascension.

## Sospensione per doping
Il 16 aprile 2016 è stato sospeso per un mese per violazione del Wellness Program.

## Personaggio

### Mosse finali
- Come Konnor
  - Fall of Man (Flapjack seguito da un Running leg drop alla nuca dell'avversario)
  - Rough Shot (Full nelson slam)
  - Stockade (Grounded octopus stretch)
- Come Ryan O'Reilly / Rough House O'Reilly
  - Rooftop Drop (Full nelson slam)
  - Rough Shot (Double leg slam)

### Soprannomi
- "The Ascension"
- "Irish"
- "Roughhouse"

### Manager
- Lacey Von Erich
- Ricardo Rodriguez

## Titoli e riconoscimenti
- Coastal Championship Wrestling
  - CCW Heavyweight Championship (1)
  - CCW Tag Team Championship (1) – con Sean Allen
- Deep South Wrestling
  - DSW Heavyweight Championship (2)
- Four Star Championship Wrestling
  - FSCW Heavyweight Championship (1)
  - FSCW Tag Team Championship (1) – con Jeff "J-Dawg" Brooks
- Georgia Championship Wrestling
  - GCW Heavyweight Championship (1)
- Kings of Pro Wrestling
  - KPW Heavyweight Championship (2)
- Maximum Pro Wrestling
  - MPW Television Championship (1)
- NWA Sunray Pro Wrestling
  - NWA Sunray Heavyweight Championship (1)
- Pro Wrestling Illustrated
  - 123º tra i 500 migliori wrestler singoli nella PWI 500 (2014)
- Rolling Stone
  - Gamesmanship of the Year (2017) – con Viktor
- WWE
  - NXT Tag Team Championship (1) – con Viktor